# JFA 全日本ビーチサッカー大会
JFA 全日本ビーチサッカー大会（ジェイエフエイぜんにほんビーチサッカーたいかい）は、日本サッカー協会 (JFA) が主催するビーチサッカーの全国大会である。
地域予選を勝ち抜いた16チーム（2011年・第6回までは12チーム）により、日本一が争われる。2017年・第12回までは全国ビーチサッカー大会（ぜんこくビーチサッカーたいかい）の名称であった。
最多優勝は、東京レキオスBSの7回である。

## 大会結果
| 回 | 日程                  | 優勝チーム                       | 会場                                             |
| -- | --------------------- | -------------------------------- | ------------------------------------------------ |
| 1  | 2006年10月14日・15日  | レキオスFC                       | 国営沖縄記念公園エメラルドビーチ（沖縄県本部町） |
| 2  | 2007年10月20日・21日  | レキオスFC                       | トロピカルビーチ（沖縄県宜野湾市）               |
| 3  | 2008年10月18日・19日  | レキオスFC                       | トロピカルビーチ（沖縄県宜野湾市）               |
| 4  | 2009年10月24日・25日  | 優勝預かり                       | トロピカルビーチ（沖縄県宜野湾市）               |
| 5  | 2010年10月16日・17日  | ソーマプライア                   | トロピカルビーチ（沖縄県宜野湾市）               |
| 6  | 2011年9月24日・25日   | 東京レキオスBS                   | 御立岬公園（熊本県芦北町）                       |
| 7  | 2012年9月21日・23日   | 東京レキオスBS                   | 白良浜（和歌山県白浜町）                         |
| 8  | 2013年10月18日・20日  | 東京レキオスBS                   | トロピカルビーチ（沖縄県宜野湾市）               |
| 9  | 2014年9月14日・15日   | 東京レキオスBS                   | 渋川海水浴場（岡山県玉野市）                     |
| 10 | 2015年9月11日 - 13日  | ドルソーレ北九州                 | 大蔵海岸（兵庫県明石市）                         |
| 11 | 2016年10月14日 - 16日 | フュージョン                     | トロピカルビーチ（沖縄県宜野湾市）               |
| 12 | 2017年9月8日 - 10日   | 東京ヴェルディBS                 | 大蔵海岸（兵庫県明石市）                         |
| 13 | 2018年10月12日 - 14日 | 東京ヴェルディBS                 | トロピカルビーチ（沖縄県宜野湾市）               |
| 14 | 2019年9月6日 - 8日    | 東京ヴェルディBS                 | 賀露みなと海水浴場（鳥取市）                     |
| 15 | 2020年                | 新型コロナウイルス流行のため中止 | 新型コロナウイルス流行のため中止                 |
| 16 | 2021年                | 新型コロナウイルス流行のため中止 | 新型コロナウイルス流行のため中止                 |
| 17 | 2022年9月8日 - 11日   | 東京ヴェルディBS                 | 大蔵海岸（兵庫県明石市）                         |
| 18 | 2023年9月8日 - 10日   | 東京ヴェルディBS                 | 大蔵海岸（兵庫県明石市）                         |
| 19 | 2024                  | レーヴェ横浜                     | KINサンライズビーチ海浜公園                      |

- 第4回大会は台風20号接近のため準決勝・決勝が中止。ソーマプライア・沖縄レキオスBS・東京レキオスBS・PELE/SPORVA21の4チームがベスト4に残っていた。